# Family Jewels
Pour plus de détails, voir Fiche technique et Distribution.
Family Jewels en 2005, ce double DVD d'AC/DC arrive à la date anniversaire des 25 ans du décès de Bon Scott. Le coffret regroupe les principaux clips vidéos, quelques lives et des spectacles télévisés, tournés par le groupe de Baby, Please Don't Go (avril 1975) jusqu'à Are You Ready (mars 1991).
La suite, Family Jewels 3, est sur le coffret Backtracks, sorti en 2009.

## Fiche technique
- Titre : Family Jewels
- Réalisation : George Young
- Montage : Simon Hilton
- Pays :  Australie
- Genre : Film de concert
- Durée : 150 minutes
- Dates de sortie : 
  -  Australie : 29 mars 2005

## Liste des vidéos

### DVD 1
Toutes les chansons ont été écrites par Bon Scott, Angus Young et Malcolm Young sauf mention contraire.
1. Baby, Please Don't Go (Big Joe Williams)
  - Filmé live sur le plateau de l'émission Countdown de la chaîne ABC en avril 1975.
2. Show Business
  - Filmé le 16 juin 1975.
3. High Voltage
  - Clip promo de l'album High Voltage filmé le 16 juin 1975.
4. It's a Long Way to the Top (If You Wanna Rock 'n' Roll)
  -  Clip promo de l'album High Voltage filmé le 23 février 1976.
5. T.N.T.
  - Filmé live sur le plateau de l'émission Countdown de la chaîne ABC au début de 1976.
6. Jailbreak
  - Clip promo de l'album Dirty Deeds Done Dirt Cheap filmé en mars 1976.
7. Dirty Deeds Done Dirt Cheap
  - Filmé pour l'émission Countdown de la chaîne ABC le 5 décembre 1976.
8. Dog Eat Dog
  - Filmé pour l'émission Countdown de la chaîne ABC le 3 avril 1977.
9. Let There Be Rock
  - Clip promo de l'album Let There Be Rock filmé en juillet 1977.
10. Rock 'n' Roll Damnation
  - Clip promo de l'album Powerage filmé le 30 avril 1978.
11. Sin City
  - Filmé pour l'émission The Midnight Special de la chaîne NBC le 6 septembre 1978.
12. Riff Raff
13. Fling Thing/Rocker
  - Ces deux titres live ont été filmés le 30 avril 1978 à l'Apollo de Glasgow - Voir If You Want Blood You've Got It
14. Whole Lotta Rosie
  - Filmé le 28 octobre 1978 lors de l'émission Rock goes to College de la chaîne BBC.
15. Shot Down in Flames
16. Walk All Over You
17. Touch Too Much
18. If You Want Blood (You've Got It)
  - Ces quatre titres sont des clips promo de l'album Highway to Hell filmé en juillet 1979.
19. Girls Got Rhythm
20. Highway to Hell
  - Ces deux titres ont été filmés live lors de l'émission Aplauso de TVE1 le 9 février 1980. Le groupe avait joué en playback.

### DVD 2
Toutes les chansons ont été écrites par Brian Johnson, Angus Young et Malcolm Young sauf mention contraire.
1. Hells Bells
2. Back in Black
3. What Do You Do for Money Honey
4. Rock and Roll Ain't Noise Pollution
  - Ces quatre titres sont des clips promo de l'album Back in Black filmé en juillet 1980.
5. Let's Get It Up (live)
  - Filmé le 21 décembre 1981.
6. For Those About to Rock (We Salute You) (live)
  - Filmé le 17 novembre 1983.
7. Flick of the Switch
8. Nervous Shakedown
  - Ces deux titres sont des clips promo de l'album Flick of the Switch filmé en octobre 1983.
9. Fly on the Wall
10. Danger
11. Sink the Pink
12. Stand Up
13. Shake Your Foundations
  - Ces cinq titres font partie du film Fly on the Wall filmé en juin 1985.
14. Who Made Who
  - Clip promo de l'album Who Made Who (la bande-son du film Maximum Overdrive) filmé le 27 février 1986.
15. You Shook Me All Night Long
  - Clip promo de l'album Who Made Who (la bande-son du film Maximum Overdrive) filmé le 10 juin 1986 .
16. Heatseeker
  - Clip promo de l'album Blow Up Your Video filmé le 3 décembre 1987.
17. That's the Way I Wanna Rock 'n' Roll
  -  Clip promo de l'album Blow Up Your Video filmé le 7 mars 1988.
18. Thunderstruck (Young, Young)
  - Clip promo de l'album The Razors Edge filmé le 17 août 1990.
19. Moneytalks (Young, Young)
  -  Clip promo de l'album The Razors Edge filmé le 6 novembre 1990.
20. Are You Ready (Young, Young)
  - Clip promo de l'album The Razors Edge filmé le 18 mars 1991.